# Unter der Sonne von Rom
Unter der Sonne von Rom (Alternativtitel: Unter der Sonne Roms) ist ein Film von Renato Castellani aus dem Jahr 1948. Es ist der erste Film einer Trilogie über das Nachkriegsitalien. Die weiteren Filme sind: Es ist Frühling (È primavera) von 1949 und Für zwei Groschen Hoffnung (Due soldi di speranza) von 1951.

## Handlung
Das Ende des Zweiten Weltkriegs in Italien steht bevor. Es ist ein langer und heißer Sommer in Rom. Ciro, der Sohn eines Nachtwächters treibt sich mit seinen Freunden den ganzen Tag in den Straßen herum. Im Kolosseum lernen sie den obdachlosen Geppa kennen, der sich dort ein provisorisches Heim eingerichtet hat und sich nun der Clique anschließt. Oft gehen sie zum Schwimmen an die Marrana, einen Kanal und seine umliegenden Sümpfe. Ciro hat von seinem Vater ein paar neue Schuhe bekommen, die er aber verliert, als die Jungs auf der Flucht vor der Polizei sind, die das Gebiet um den Kanal herum bewacht.
Ohne die Schuhe traut sich Ciro nicht nach Hause. Verzweifelt versucht er mit seinen Freunden die Schuhe aufzutreiben. Sie schrecken auch nicht vor einem Diebstahl zurück. Geppa wird, obwohl unschuldig, erwischt und landet im Gefängnis. Seine Nachbarin Iris, die schon seit längerem heimlich in Ciro verliebt ist, hat die ganze Szene mitbekommen. Von dem Haushaltsgeld kauft sie die Schuhe für Ciro. Der denkt jedoch Geppa hätte sie besorgt. Iris lässt ihn in diesem Glauben.
Bei einem Amateurboxkampf, erfährt Ciro von seinem Gegner, wer in Wahrheit die Schuhe bezahlt hat. Ciro will Iris zur Rede stellen, verliebt sich aber in sie und zieht in ihre kleine Wohnung. Die Clique ist inzwischen mit krummen Geschäften auf dem Schwarzmarkt aktiv. Auch Ciro macht nach anfänglichem Zögern und trotz Protesten von Iris mit.
Der Krieg ist vorbei, Ciros Mutter ist gestorben und Iris übernimmt die Frauenrolle im Haushalt. Ciro beginnt eine Affäre mit der verheirateten Tosca und treibt sich weiter herum. Nach einem heftigen Streit mit Iris, verspricht er ihr sich einen Job zu suchen und heiraten wollen sie auch. Durch Geppa erfährt Iris, dass Ciro bei einem Einbruch in ein Reifenlager mitmacht. Iris kann ihn am Tatort zum Aussteigen überreden. Ciros Vater, der ebenfalls von Geppa von dem Überfall erfahren hat, und diesen verhindern will, wird von den Gangstern erschossen. Ciro beginnt ein bürgerliches Leben. Er sorgt für seine Geschwister und tritt in die Fußstapfen seines Vaters.

## Hintergrund
Der Film wurde vollständig "on location" in den Straßen rund um das Kolosseum und die Basilika San Giovanni in Laterano gedreht.
Einige Szenen spielen an der Marrana, einem im Mittelalter angelegten Bewässerungskanal, der im Zuge der Nachkriegsbebauung zugeschüttet wurde.
Die deutsche Synchronfassung leitete Joachim Brinkmann.

## Kritiken
„In ruhigem Erzählfluß im Stil des italienischen Neoverismus mit manchmal etwas billigen Mitteln erzählt, getragen von frischen Laiendarstellern.“

„So gelingt Castellani eine stimmige Milieuschilderung von Rom, einer Stadt, die noch unmittelbar unter dem Einfluss der gesellschaftlichen Veränderungen steht.“

„Sotto il Sole di Roma ist ein realistischer Film, ohne Pathos und Tragik, ohne Komik und ohne Sensationen. Ein Film mit ein wenig Leid und viel unbeschwerter Heiterkeit. Und doch ein Kriegsfilm. Ein lebensechtes, ungekünsteltes, künstlerisches Bild der römischen Jugend mit fernrollendem Kriegsgetön.“

## Auszeichnungen
- Internationale Filmfestspiele von Venedig 1948: Premio della Presidenza del Consiglio per il miglior film italiano
- Nastro d’argento 1948: Spezialpreis für Renato Castellani